# Кулаксай
Кулакса́й (рос. Кулаксай) — селище у складі Акбулацького району Оренбурзької області, Росія.

## Населення
Населення — 227 осіб (2010; 246 у 2002).
Національний склад (станом на 2002 рік):
- казахи — 83 %